# Білл Томпсон
Білл Томпсон (англ. Bill Thompson; 8 липня 1913 — 15 липня 1971) — американський актор озвучування та радіоведучий. Голос пса Друпі з 1943 по 1958 роки.

## Біографія
Народився в родині водевільських акторів. З 1934 року починає працювати на чиказькому радіо, зокрема, у передачі «Don McNeill's Breakfast Club», а також грає у радіокомедії «Винахідник Макгі і Моллі». Починаючи з 1943 року Томпсон бере участь в озвучуванні мультфільмів студії MGM, зокрема мультиплікаційного персонажа Друпі.
З початком Другої світової війни пішов служити в американський флот.
З 1950-х років Томпсон повністю переключається з роботи на радіо на озвучування мультфільмів.
8 лютого 1960 року за свій внесок у розвиток радіоіндустрії Томпсон отримав іменну зірку на Голлівудській алеї слави.
Помер від септичного шоку 15 липня 1971 року, через тиждень після свого дня народження. Тіло піддано кремації, попіл розвіяно над Тихим океаном.

## Обрана фільмографія
- 1942 — Blitz Wolf — Адольф Вовк
- 1943 — Переслідуваний — Друпі
- 1945 — Індичка на вечерю — мисливець-пілігрим (у титрах не вказаний)
- 1950 — Кіт-черевомовець — бульдог Спайк
- 1951 — Аліса в Країні див — Білий Кролик/Додо
- 1953 — Пітер Пен — пан Смі
- 1953 — Мелодія — Сова
- 1955 — Леді та Блудько — Джок/Буль/поліцейський у зоопарку
- 1957 — Боягузливий кіт — кузен Джордж
- 1957 — Друпі-лицар — Друпі
- 1959 — Спляча красуня — король Губерт
- 1967 — Скрудж Макдак і гроші — Скрудж Макдак
- 1970 — Коти-аристократи — дядько Валдо